# Nisaetus bartelsi
L'aquila dal ciuffo di Giava (Nisaetus bartelsi (Stresemann, 1924)) è un raro uccello rapace della famiglia degli Accipitridi endemico dell'isola di Giava.

## Descrizione

### Dimensioni
Misura 56-60 cm di lunghezza; l'apertura alare è di 110-130 cm.

### Aspetto
L'aquila dal ciuffo di Giava è un tipico rappresentante del genere Nisaetus. È un'aquila di medie dimensioni, simili a quelle dell'aquila dal ciuffo variabile. Per una corretta identificazione, tuttavia, basti sapere che la sua distribuzione è limitata alla sola isola di Giava.
L'adulto ha un piumaggio caratterizzato da regioni superiori marrone scuro e parti inferiori bianche con evidenti striature di un marrone più o meno rossastro sul petto e barre dello stesso colore su ventre, fianchi e sotto-caudali. La testa ha il vertice scuro, dal quale si diparte una lunga cresta erettile nerastra. La sagoma in volo è quella tipica del suo genere, con ali corte, larghe e arrotondate, una lunga coda e penne remiganti e timoniere chiare e nettamente barrate di nero. Quando è appollaiato, possiamo notare la gola chiara contrassegnata da una striscia mediale. Il becco è possente, l'occhio è di colore chiaro e i tarsi sono fittamente piumati.
Il giovane presenta una colorazione più chiara. Ha le parti inferiori più o meno tinte di rossiccio, ma soprattutto di colore uniforme, come è la regola in questo genere, senza le strisce o le barre presenti nell'adulto. Anche la testa è di colore rossiccio. Le barre della coda sono meno evidenti. Il piumaggio adulto viene acquisito solo dopo il quinto anno, dopo una serie di piumaggi di transizione intermedi.

### Voce
Le aquile dal ciuffo di Giava sono probabilmente molto silenziose al di fuori della stagione riproduttiva. Quando planano, le grida emesse da questi uccelli sono variamente descritte come serie di kee..hee o di ee-eeew acuti, la cui prima sillaba viene abbreviata o elusa. Possono anche emettere un più rude, più sibilante o più disteso tsee...Tsee. I maschi si appollaiano in prossimità del nido per emettere i loro richiami di dissuasione. La femmina produce un fischio elevato che termina con una nota improvvisa per annunciare il suo arrivo al nido.

## Biologia
Le aquile dal ciuffo di Giava vivono da sole o in coppia. A volte, quando c'è un piccolo, formano un trio. All'alba o al mattino effettuano dei voli circolari semplici e regolari. Per gli altri momenti della giornata, invece, non è stata descritta alcuna parata aerea.
Le aquile dal ciuffo di Giava cacciano principalmente all'agguato a partire da un posatoio situato nella volta della foresta. Catturano la preda sul terreno o tra gli alberi. Gli adulti sono generalmente sedentari, mentre i giovani e i nidiacei trascorrono un'esistenza nomade prima di raggiungere l'età adulta. Ogni coppia occupa un territorio la cui superficie copre circa 400 ettari.

### Alimentazione
Le aquile dal ciuffo di Giava catturano mammiferi e piccoli uccelli di dimensioni a loro convenevoli. Catturano anche alcune lucertole. Sappiamo per certo che catturino tassi di Giava (Mydaus javanensis), pipistrelli frugivori, scoiattoli, tupaie, ratti e scimmie. I mammiferi più grandi che si trovano sul loro menu sono i kanchil o traguli malesi (Tragulus javanicus). Tra gli uccelli, questi rapaci catturano soprattutto galli selvatici, in particolare quelli della specie presente sull'isola di Giava (Gallus varius), appartenente alla famiglia dei fasianidi, ma anche pernici, quaglie tridattile, piccioni, succiacapre, picchi e bulbul. Oltre alle lucertole, catturano anche serpenti.

### Riproduzione
Secondo David Christie, la stagione di nidificazione si protrarrebbe dal mese di maggio a quello di agosto. Secondo Handbook of the Birds of the World, essa va da dicembre a fine luglio. Il nido è costituito da una struttura fatta di bastoncini su un grande albero della foresta tra i 15 e i 50 metri di altezza dal suolo. La struttura, rinforzata con foglie verdi, misura 70 per 150 cm di larghezza e circa 40 cm di profondità. La covata è costituita da un unico uovo. L'incubazione, che dura 47 o 48 giorni, è compito pressoché esclusivo della femmina. L'aquilotto rimane all'interno del clan familiare per un anno o più. I legami coniugali sono molto forti e durano diversi anni consecutivi. Lo stesso sito per la nidificazione viene talvolta occupato per sette od otto anni.

## Distribuzione e habitat
Le aquile dal ciuffo di Giava frequentano principalmente le foreste primarie. Tuttavia, oggigiorno, a causa dell'intenso degrado delle foreste di pianura, il loro habitat è limitato a versanti ripidi o a creste accidentate di colline e di montagne. Occasionalmente, possono essere osservati in boschetti umidi in corso di rigenerazione e talvolta anche in prossimità delle piantagioni di tè. Questi rapaci di medie dimensioni vivono abitualmente ad altitudini che vanno dai 500 ai 1000 metri. Nel sud-est di Giava a volte scendono fino al livello del mare, mentre nel sud-ovest possono spingersi fino a 3000 metri.
Come indica il nome, questo rapace è endemico di Giava, la grande isola che sorge al centro dell'Indonesia. Per lungo tempo è stato considerato come una sottospecie di piccola taglia dell'aquila dal ciuffo di Hodgson.

## Conservazione
L'aquila dal ciuffo di Giava è una specie in pericolo. È uno dei rapaci più rari del mondo. I suoi effettivi totali vengono stimati a circa 900 individui, di cui circa 300-500 individui in grado di riprodursi. In tutta l'isola, la specie è presente in 50-60 siti forestali, ma la maggior parte degli esemplari si è rifugiata all'interno di riserve naturali protette. È la deforestazione la causa principale del suo declino, ma allo sviluppo umano ha fatto seguito un aumento del bracconaggio e delle catture per scopi commerciali. Nel 1996 è stato istituito un programma di riproduzione in cattività, ma fino ad oggi non sono nati giovani che possano essere reintrodotti in natura.